# دهستان اوتپا
دهستان اوتپا (به لاتین: Otepää Parish) یک دهستان در استونی است که در شهرستان والگا واقع شده‌است.

## خصوصیات
دهستان اوتپا ۹۲۰ کیلومترمربع مساحت و ۹۴۵۶ نفر جمعیت دارد.